# Tamim ibn Hamad Al Sani
Tamim ibn Hamad ibn Chalifa Al Sani (arab. ‏تميم بن حمد آل ثاني‎; ur. 3 czerwca 1980 w Dosze) – emir Kataru od 2013, syn emira Hamada.

## Życiorys
Jest synem byłego emira Kataru Hamada ibn Chalify Al Saniego i jego drugiej żony. W 1997 ukończył Sherborne High School w Wielkiej Brytanii. Następnie kształcił się w Royal Military Academy w Sandhurst, zdobywając dyplom w 1998.
Zajmował stanowisko szefa Katarskiego Narodowego Komitetu Olimpijskiego oraz był członkiem Międzynarodowego Komitetu Olimpijskiego. Stał również na czele Rady ds. Środowiska Naturalnego w Katarze. Uczestniczył w licznych regionalnych i międzynarodowych konferencjach oraz towarzyszył ojcu w czasie oficjalnych podróży zagranicznych. 8 sierpnia 2003 został oficjalnie mianowany następcą tronu po tym, jak jego starszy brat Dżasim ibn Hamad Al Sani zrzekł się prawa do sukcesji. 8 stycznia 2005 poślubił swoją pierwszą żonę, Dżawahir bint Hamad ibn Suhajm Al Sani.
25 czerwca 2013 jego ojciec abdykował, a on sam przejął władzę w Katarze.

## Odznaczenia
- Wielki Order Króla Tomisława (Chorwacja, 2017)[2]
- Order Orła Białego (Polska, 2024)[3]